# Governatorato di Enisejsk

Governatorato di Yeniseysk sulla mappa dell'Impero russo (1914)

Il Governatorato di Enisejsk (in russo Енисе́йская губе́рния?) era un governatorato (guberniya) dell'Impero russo e successivamente della Repubblica Socialista Federativa Sovietica Russa.

## Storia
Il Governatorato fu istituito il 26 gennaio 1822 quando il territorio della Siberia fu diviso in due governatorati generali: Siberiano occidentale e Siberiano orientale. Il Governatorato di Yeniseysk, con il centro amministrativo di Krasnoyarsk, divenne parte del Governatorato generale della Siberia orientale. Alla sua fondazione, il governatorato comprendeva cinque okrug: Achinsky, Kansky, Krasnoyarsk, Minusinsky e Yeniseysk (con il Krai di Turukhansky).

## Demografia
Nel 1897 la popolazione del governatorato era di 570.161 abitanti, di cui l'83,0% erano russi, il 7,7% tatari e chakassi, il 3,8% ucraini e l'1,0% polacchi.